# Rest of My Life
«Rest of My Life» —en español: «Resto de mi vida»— es una canción interpretada por el rapero estadounidense Ludacris, con la colaboración del cantante estadounidense Usher y el disc jockey francés David Guetta; incluida en el álbum de estudio de Ludacris, Ludaversal. Fue lanzada el 2 de noviembre de 2012, como el tercer sencillo del álbum. La canción fue escrita por David Guetta, Marvin Scandrick, Christopher Bridges, Giorgio Tuinfort, Óscar Salinas, Usher y Juan Salinas Jr.

## Video musical
El video fue dirigido por Christopher Sims y fue lanzado en YouTube el 11 de noviembre de 2012 y dura 4:07 minutos. En el video aparece el baloncestista Chris Paul.

## Lista de canciones y formatos
| Descarga digital |                                                |          |  |
| N.º              | Título                                         | Duración |  |
| 1.               | «Rest of My Life» (feat. Usher & David Guetta) | 3:52     |  |

| Descarga digital (Remixes) |                                                 |          |  |
| N.º                        | Título                                          | Duración |  |
| 1.                         | «Rest of My Life» (Original Version Extended)   | 6:22     |  |
| 2.                         | «Rest of My Life» (Nicky Romero Remix)          | 5:19     |  |
| 3.                         | «Rest of My Life» (Hard Rock Sofa Remix)        | 6:40     |  |
| 4.                         | «Rest of My Life» (Daddy's Groove Remix)        | 4:59     |  |
| 5.                         | «Rest of My Life» (Daddy's Groove Instrumental) | 5:42     |  |

## Posicionamiento en listas y certificaciones
| Lista (2012-2013)                           | Mejor posición |
| ------------------------------------------- | -------------- |
| Alemania (Media Control AG)                 | 32             |
| Australia (ARIA)                            | 16             |
| Austria (Ö3 Austria Top 40)                 | 25             |
| Bélgica (Flandes) (Ultratip Bubbling Under) | 3              |
| Bélgica (Valonia) (Ultratip Bubbling Under) | 7              |
| Canadá (Hot 100)                            | 47             |
| República Checa (Rádio Top 100)             | 32             |
| Eslovaquia (Rádio Top 100)                  | 93             |
| Estados Unidos (Billboard Hot 100)          | 72             |
| Estados Unidos (Pop Songs)                  | 25             |
| Estados Unidos (Hot Dance Club Songs)       | 20             |
| Francia (SNEP)                              | 152            |
| Irlanda (IRMA)                              | 57             |
| Nueva Zelanda (Recorded Music NZ)           | 19             |
| Reino Unido (UK Dance Chart)                | 8              |
| Reino Unido (UK Singles Chart)              | 41             |
| Suiza (Schweizer Hitparade)                 | 42             |

| País          | Organismo certificador | Certificación    | Ventas |
| ------------- | ---------------------- | ---------------- | ------ |
| Australia     | ARIA                   | Disco de Platino | 70 000 |
| Nueva Zelanda | RIANZ                  | Disco de Oro     | 7 500  |

## Historial de lanzamientos
| País           | Fecha                  | Formato          | Discográfica                   |
| -------------- | ---------------------- | ---------------- | ------------------------------ |
| Estados Unidos | 2 de noviembre de 2012 | Descarga digital | The Island Def Jam Music Group |